# Bas buffo
Bas buffo, (také Spielbass, pro mluvené role) je označení pro charakterního herce s běžným basovým hlasem, který vystupuje ve veselých rolích v operách s dialogy.(Spieloper) a dalších semisériích či v komických operách.

## Charakteristika
Podle dlouhodobě závazného popisu muzikologa Rudolfa Kloibera, je bas buffo označení pro hlasovou polohu, která  je vhodná pro dané operní nebo operetní role a která je uvedena ve smluvním závazku. Pokud jde o typ hlasu, není mezi německým basovým buffem a jeho francouzskými a italskými protějšky velký rozdíl, například v operách Rossiniho a Donizettiho
Vzhledem k tomu, že party jsou textově bohaté (parlando), byly většinou komponovány pro baryton. Některé role také vyžadují, aby zpěvák dělal exkurze do svého falzetového rejstříku.

## Party (výběr)
- Wolfgang Amadeus Mozart: Bastien und Bastienne – Colas
- Wolfgang Amadeus Mozart: Zaide – Osmin
- Wolfgang Amadeus Mozart: Die Entführung aus dem Serail – Osmin
- Wolfgang Amadeus Mozart: Der Schauspieldirektor – herec Buff
- Wolfgang Amadeus Mozart: Le nozze di Figaro – Bartolo, Antonio
- Gioachino Rossini: Il barbiere di Siviglia – Bartolo, Basilio
- Heinrich Marschner: Der Templer und die Jüdin – bratr Tuck
- Franz Schubert: Die Verschworenen – Heribert
- Gaetano Donizetti: Don Pasquale – hlavní role
- Albert Lortzing: Zar und Zimmermann – van Bett
- Albert Lortzing: Der Wildschütz – Baculus
- Otto Nicolai: Die lustigen Weiber von Windsor – Falstaff
- Friedrich von Flotow: Martha – Lord Tristan Mickleford, Harrietův bratranec
- Bedřich Smetana: Prodaná navěsta – Kecal
- Peter Cornelius: Der Barbier von Bagdad – Abul Hassan Ali Ebn Bekar, lazebník
- Johann Strauss: Der Zigeunerbaron – Koloman Župan, bohatý chovatel prasat v Banátu[pozn 2]
- Carl Millöcker: Der Bettelstudent – plukovník Ollendorf [pozn 3]